# Ctenopoma ocellatum
Ctenopoma ocellatum är en fiskart som beskrevs av Pellegrin 1899. Ctenopoma ocellatum ingår i släktet Ctenopoma och familjen Anabantidae. IUCN kategoriserar arten globalt som livskraftig. Inga underarter finns listade i Catalogue of Life.